# Cemitério Municipal de Condera

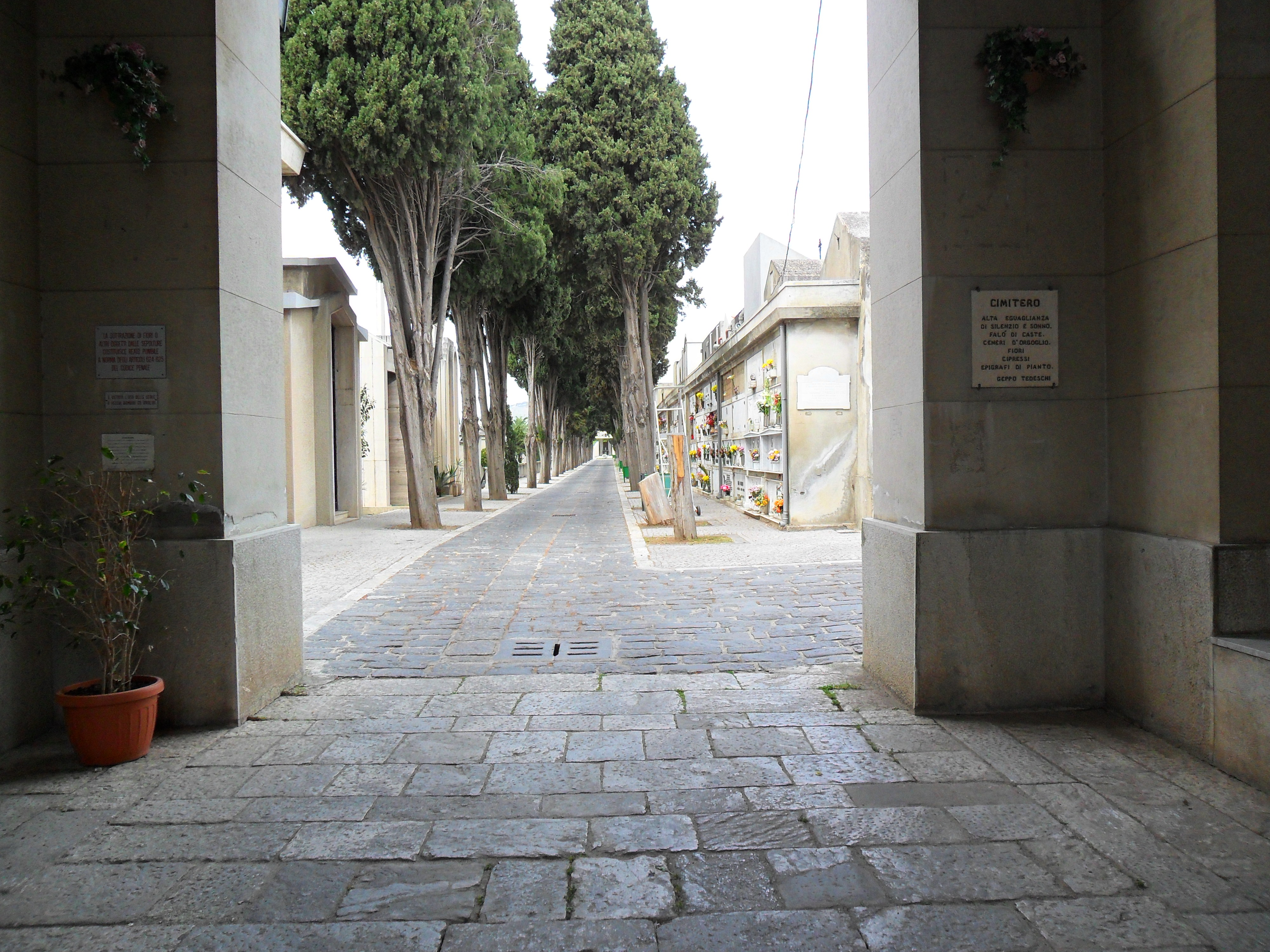
A calçada da entrada principal do cemitério

O Cemitério Municipal de Condera de Reggio di Calabria, estende-se sobre a colina de Condera, bairro da parte alta da cidade, e compõe-se de dois blócos separados construídos numa época diferente. As entradas principais são da Via Reggio Campi II tronco. É o maior cemitério dos vinte e três  da cidade e, normalmente, o mais importante da perspectiva de alojamento históricos e arquitectónicos de algumas capelas e tumulos monumentales.
Além dos enterros nos campos, tem nichos, osários, urnas, tumulos familiares e dois grandes santuários dedicados às vítimas do terremoto de 1908 e os soldados de todas as guerras. Na parte nova da estrutura preparou-se uma área para o enterro dos corpos da comunidade islâmica.
Alta eguaglianza di silenzio e sonno. Falò di Caste. Ceneri d'orgoglio. Fiori, cipressi, epigrafi di pianto (em português: Maior igualdade de silêncio e sonho. Fogueira de Castas. Cinzas de orgulho. Flores, cipreses, epígrafes de lágrimas)—  Da poesia Cimitero de Geppo Tedeschi, numa placa na entrada do cemitério

## História
A construção do cemitério monumental vai até 1783, quando a cidade sofreu as consequências de um catastrófico terremoto que a arrasou. Foi construído num lugar longe da cidade. Os primeiros falecidos alì enterrados foram mais de dois mil de todas as vitimas do terremoto; a maioria dos quais forma colocados num grande sacrário. Engrandecido com o passar do tempo, para abarcar todos os territórios adjacentes à mesma, a parte antiga cobre uma superfície total de aproximadamente 78.000 m² e conserva monumentos da mão de obra fina, colocadas nos tumulos e capelas de estilo Art Nouveau, gótico e neoclásico famílias importantes de Reggio de Calabria.
Nos anos 90, foi começado sua ampliação e a construção de um espaço novo do cemitério no lado oposto da rua Reggio Campi, separado do cemitério velho com um estilo moderno e com uma entrada independente.

## Personalidades sepultadas
No Cemitério Municipal de Condera encontram-se enterradas personalidades de nível local e nacional  entre eles podemos recordar:
- Biagio Camagna, advogado, político e publicista italiano;
- Pietro De Nava, engenheiro de família nobre que tem redigido o plano de reconstrução da cidade após o terramoto de 1908;
- Italo Falcomatà, professor de universidade, escritor, historiador e prefeito da cidade;
- Domenico Genoese Zerbi, engenheiro e arquitecto de família nobre da reconstrução da cidade após o terramoto de 1908.
- Pietro Larizza, médico e historiador; [4]
- Demetrio Mauro, empresário do café;
- Enzo Misefari, historiador e sindicalista;
- Ottavio Misefari, futebolista e treinador da Reggina;
- Tenente Antonio Panella, oficial do exército no 94º Reggimento fanteria "Messina" morreu em combate durante a Primeira Guerra Mundial e medalha de ouro por sua valentia;
- Agostino Plutino, Senador do Reino da Itália na legislatura XV;
- Diego Vitrioli,poeta e académico do latín.

## Galería de Fotos

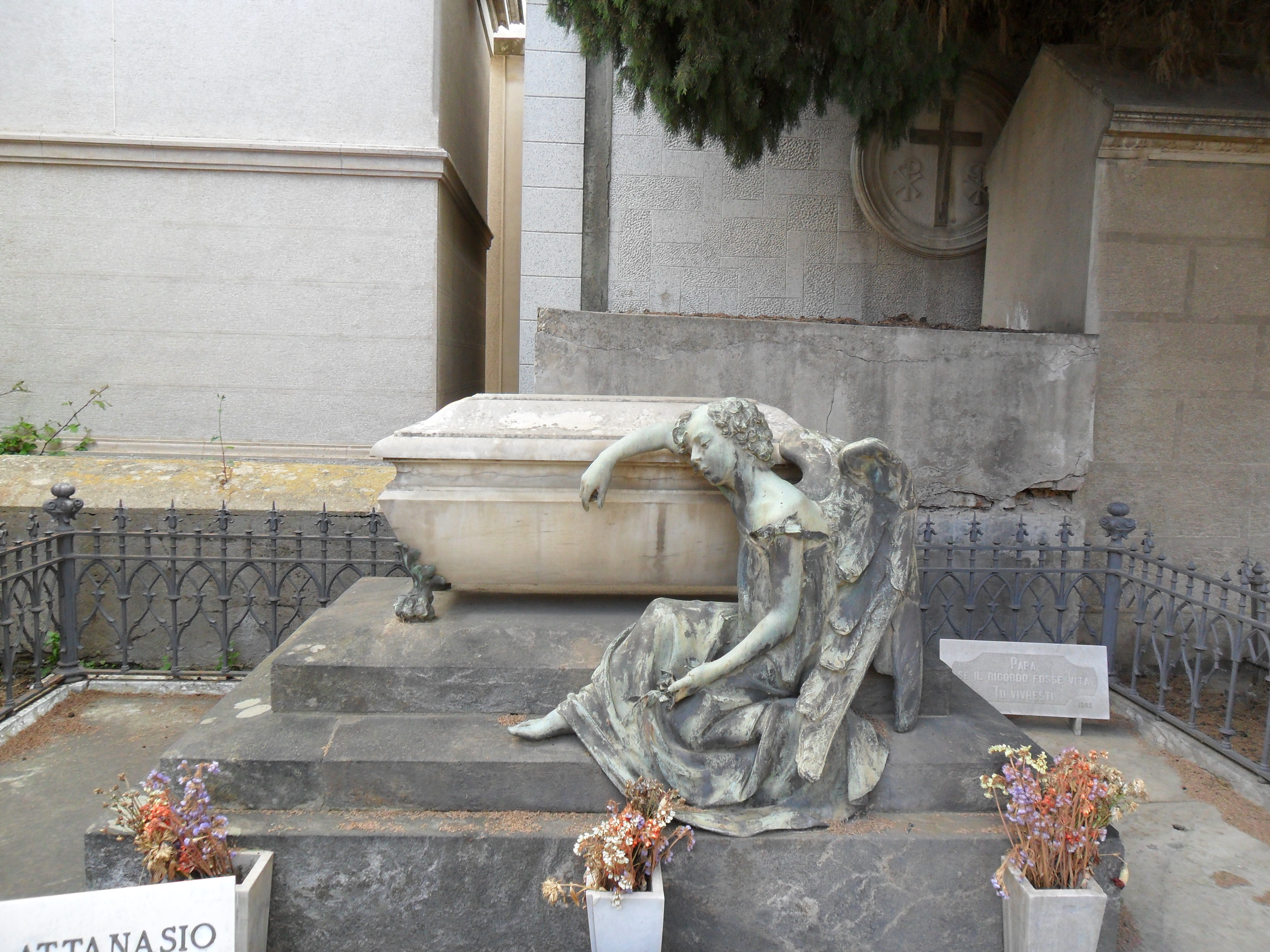
Monumento funerario
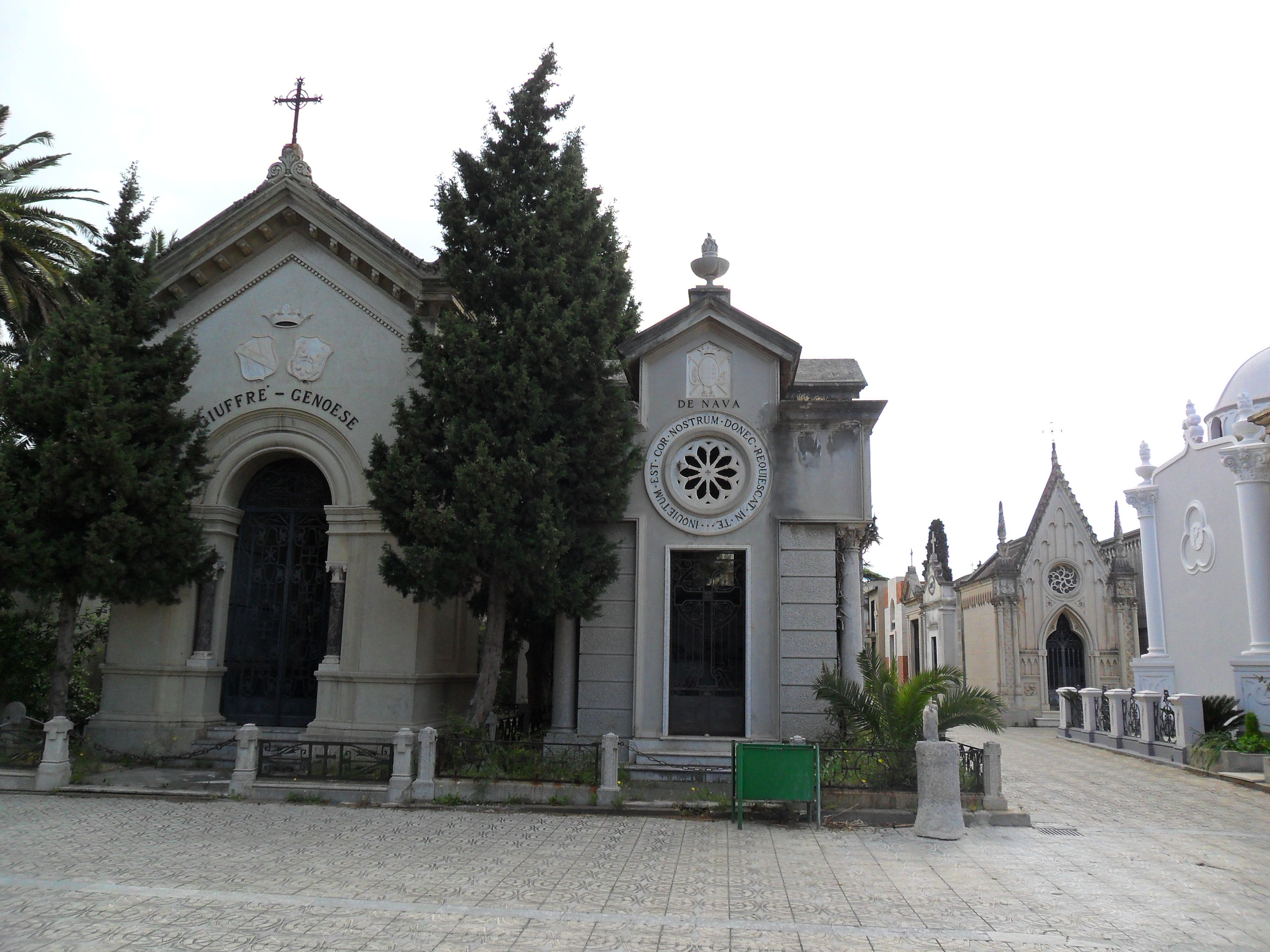
Capela De Nava
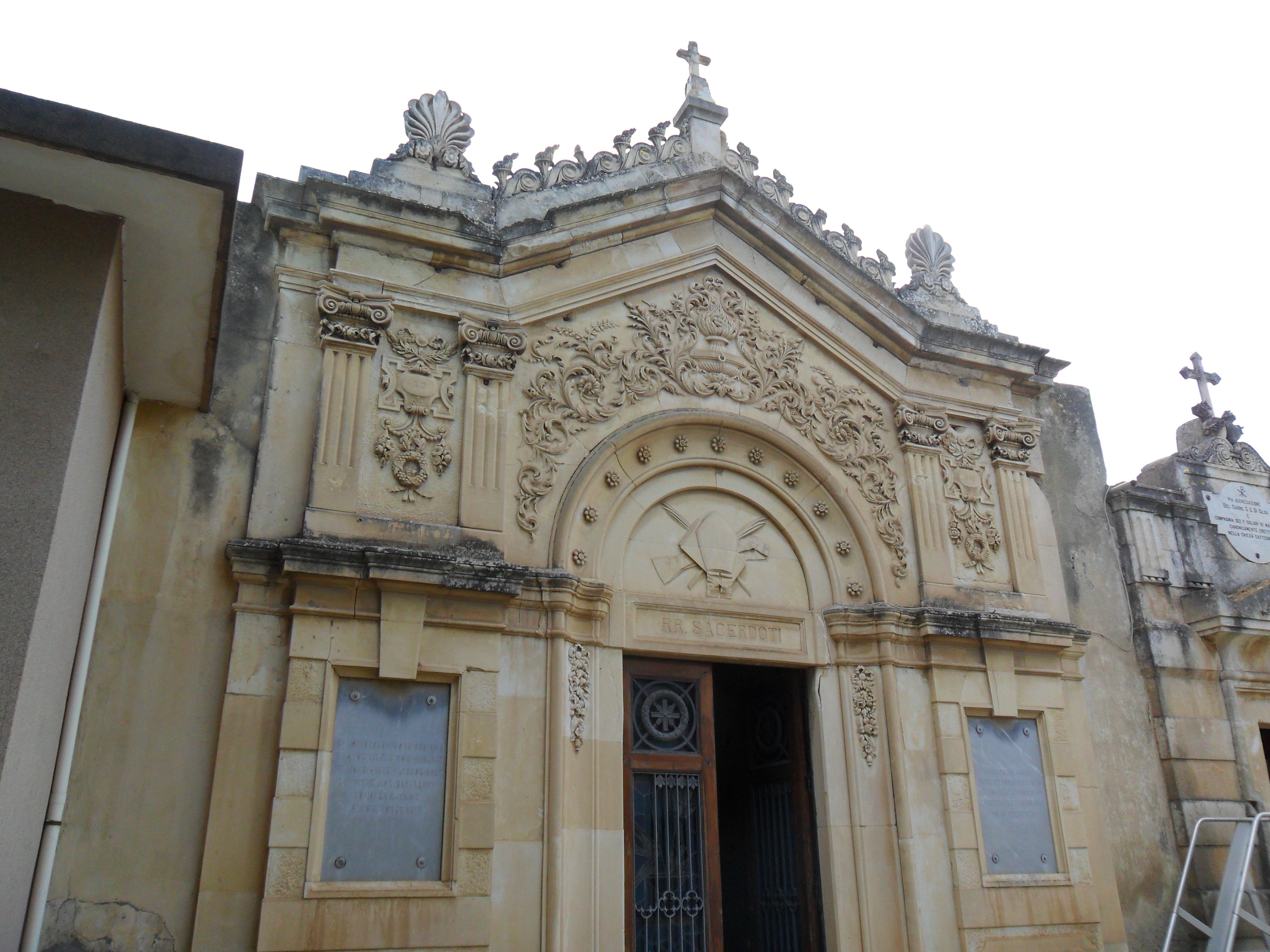
Capela Sacerdoti
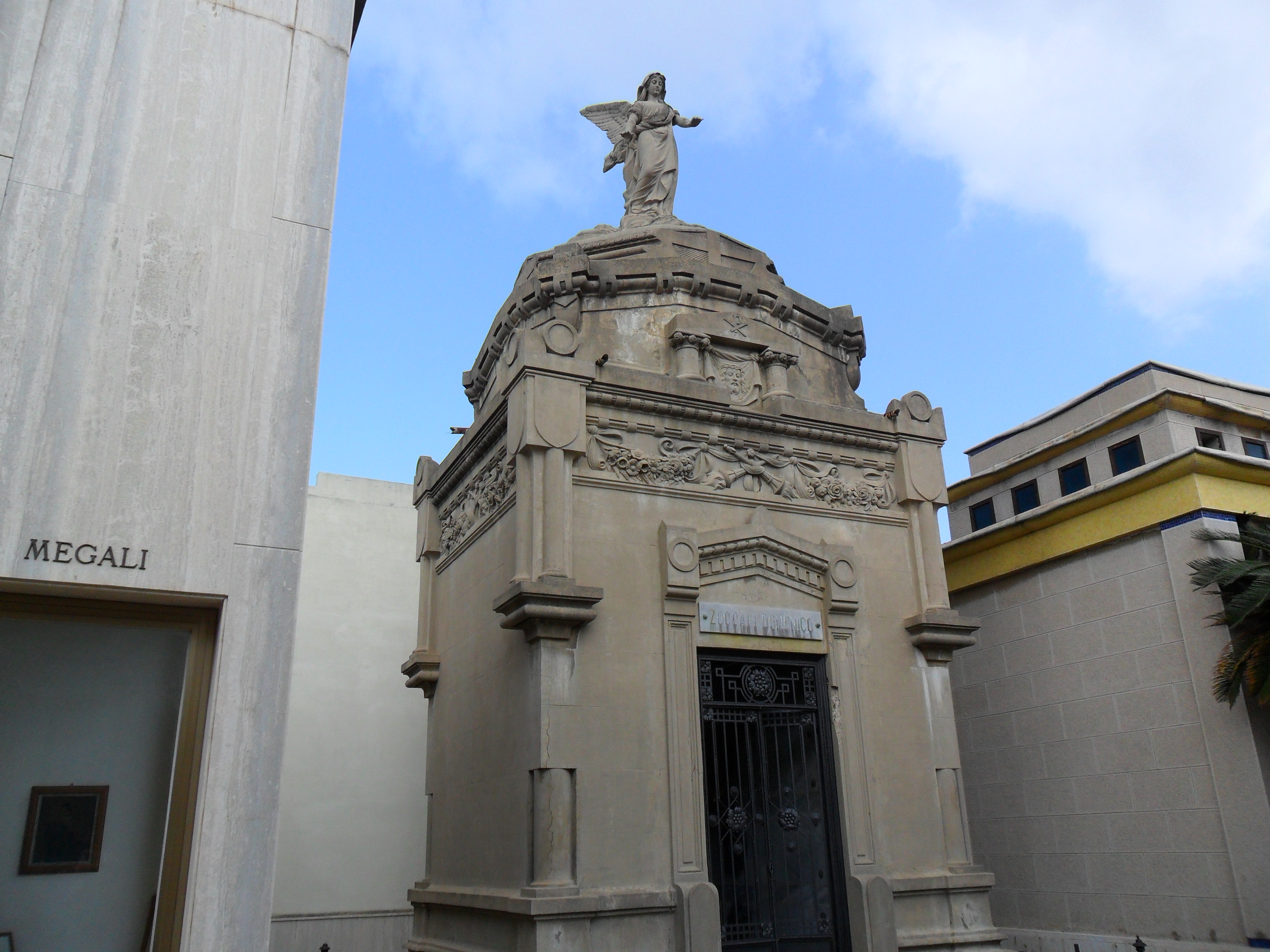
Capela Zoccali
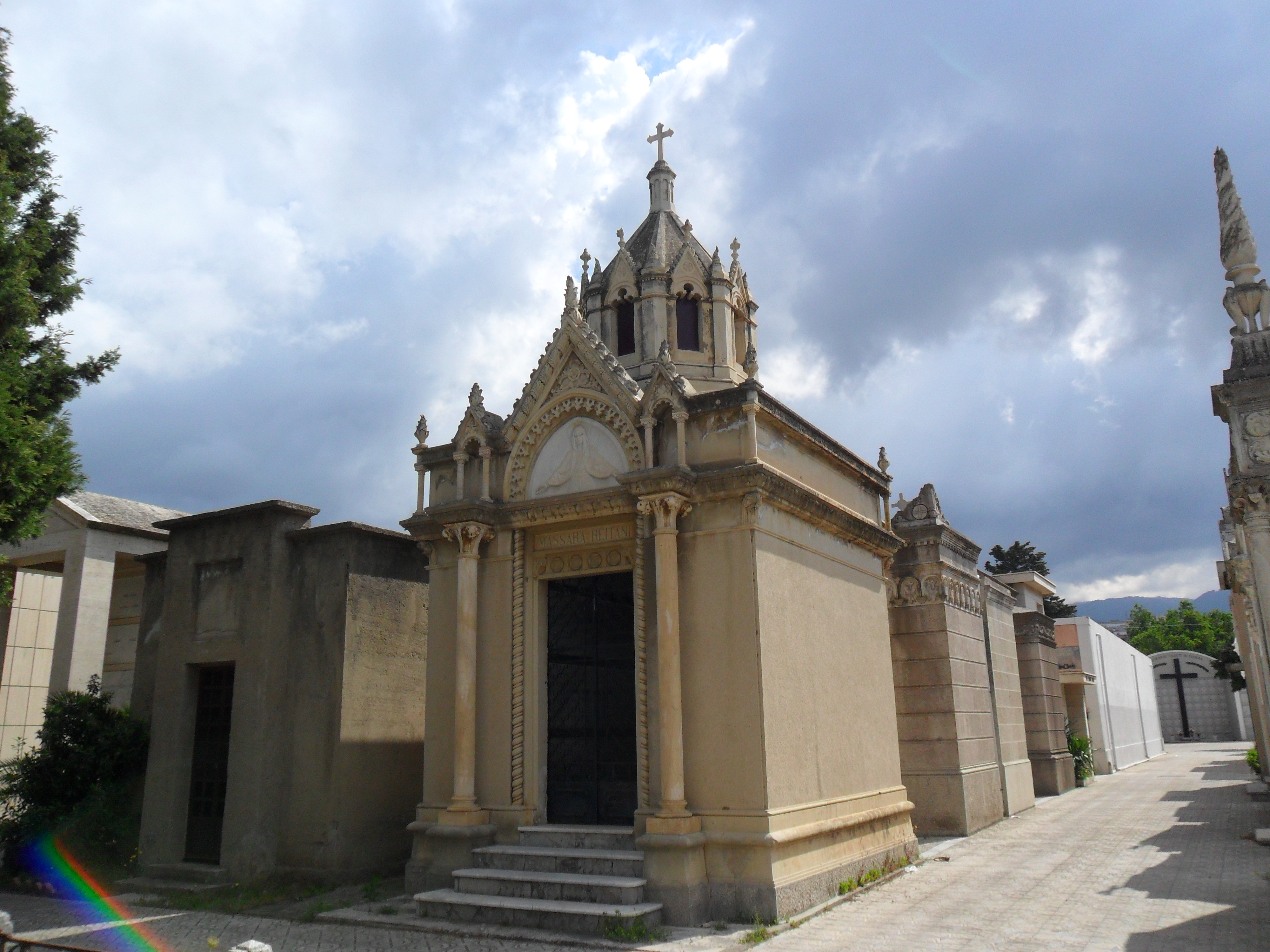
Capela Massara-Reitani
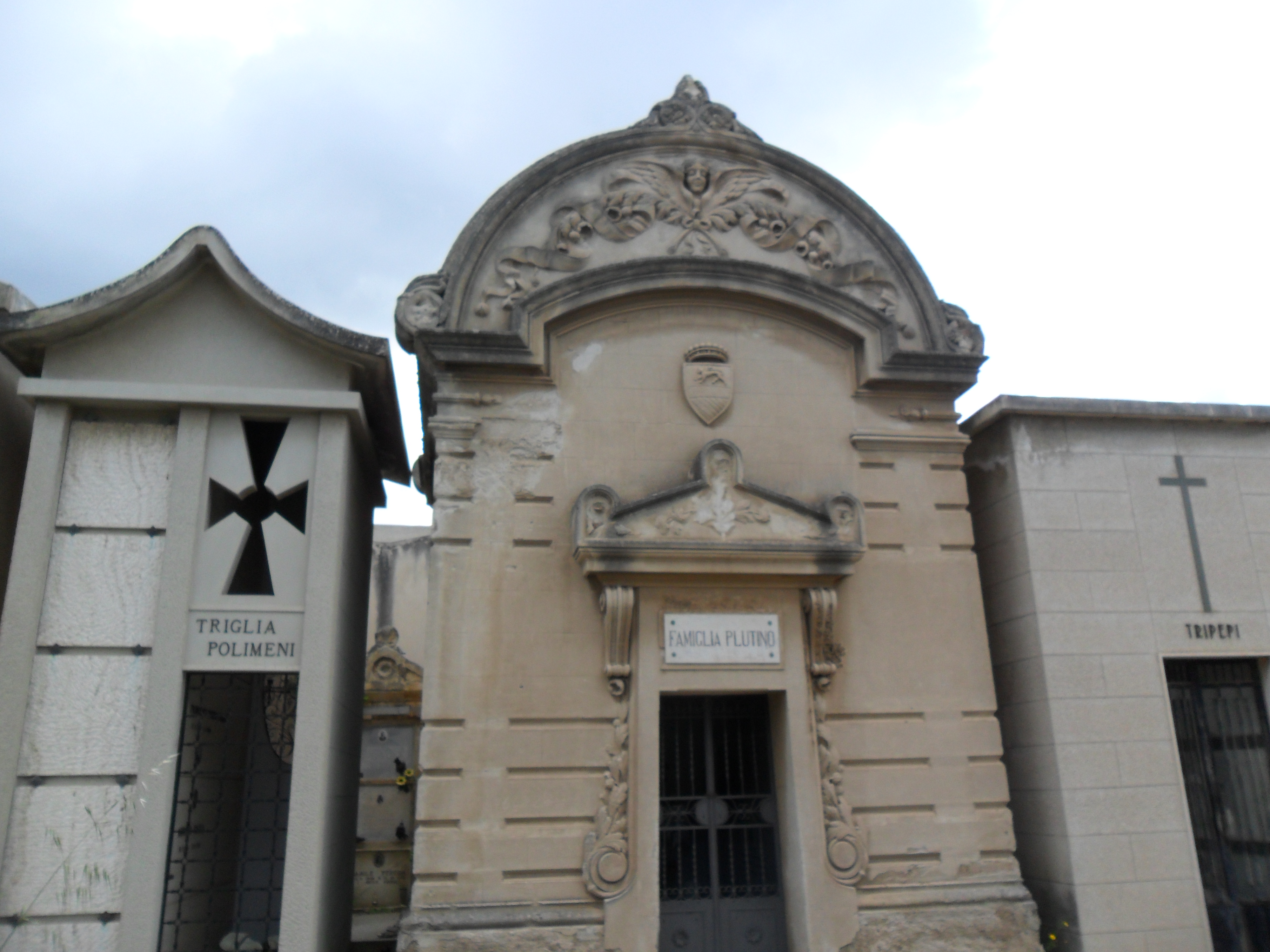
Capela Plutino
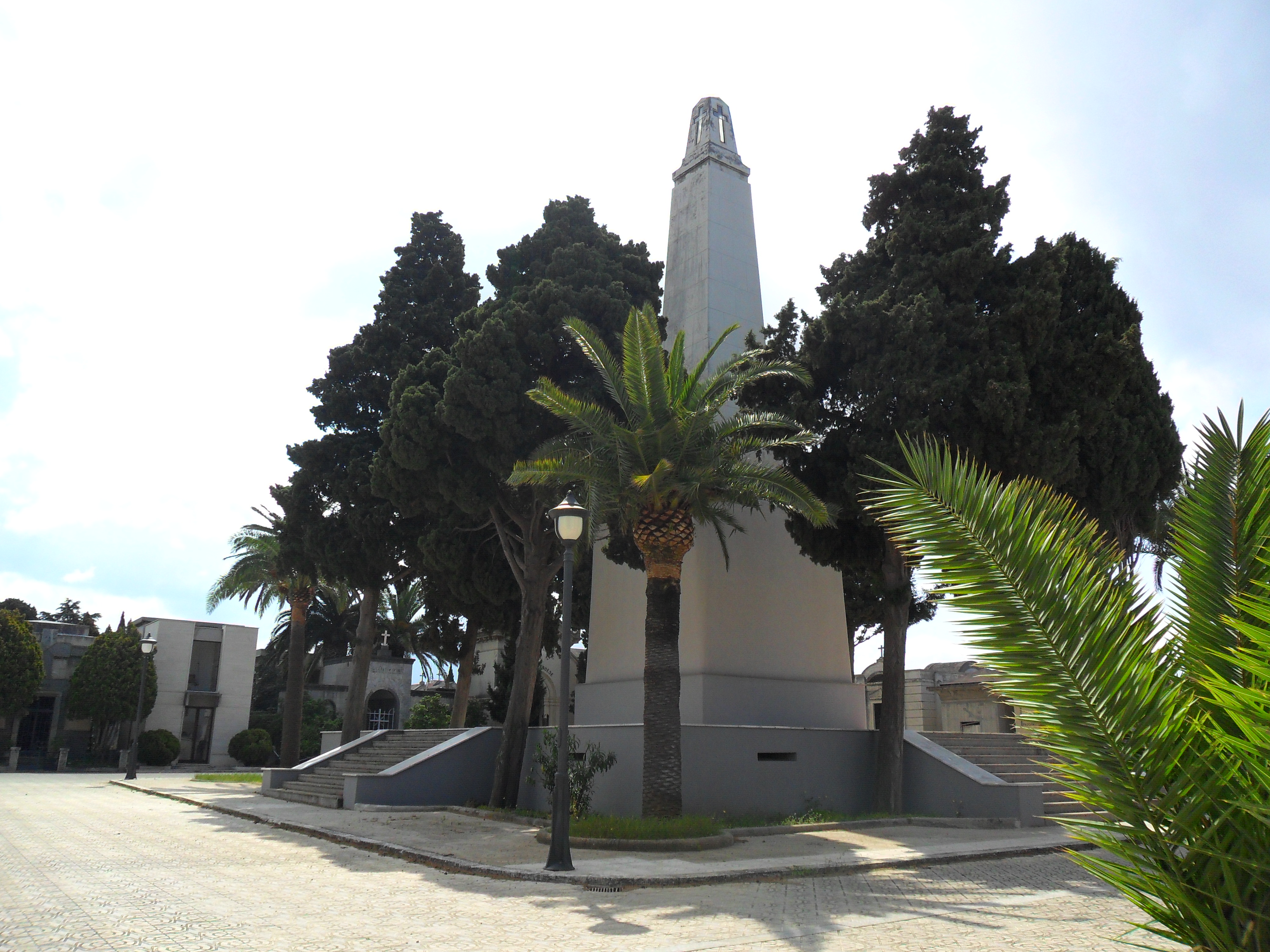
Um Obelisco
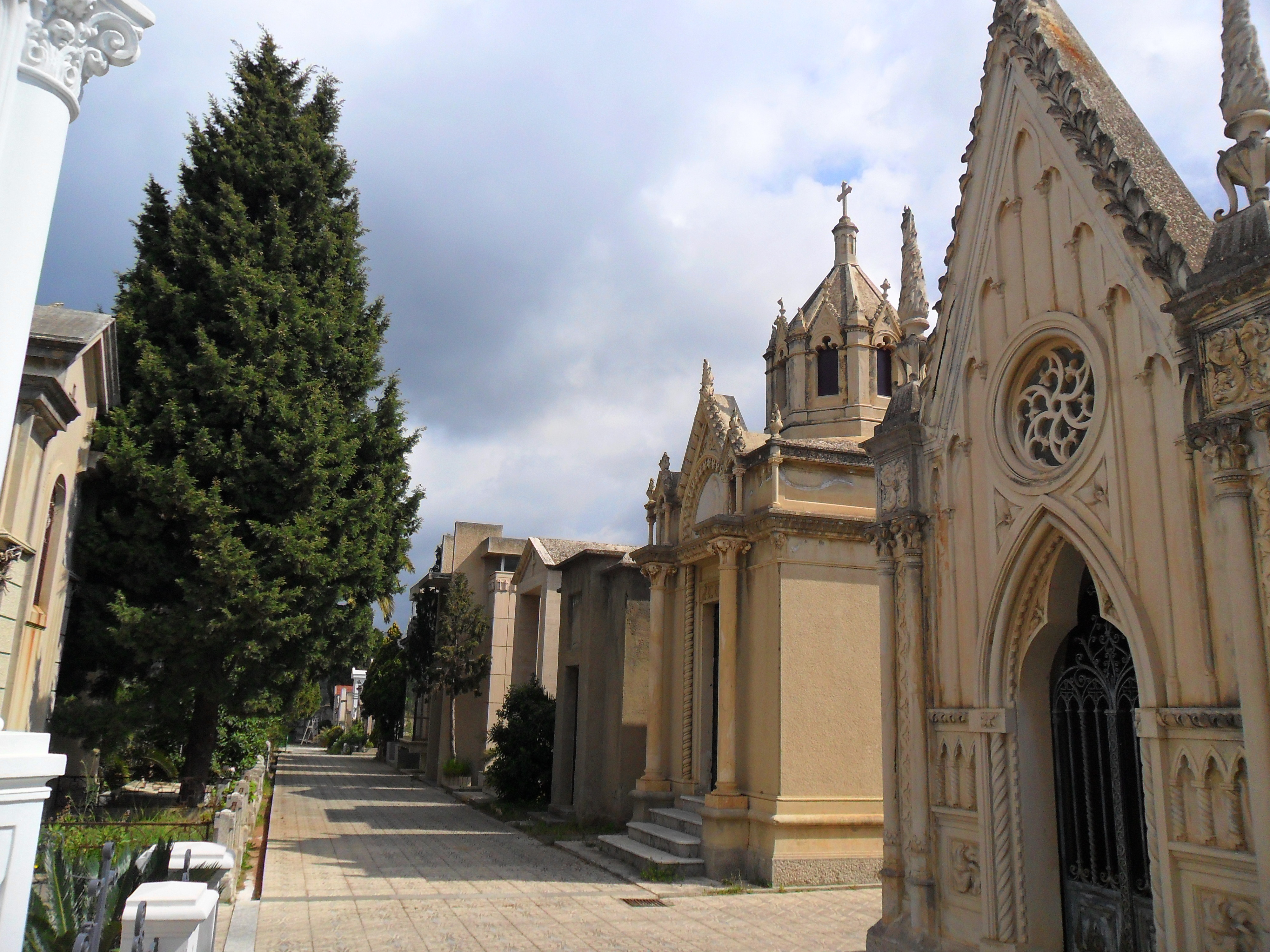
Capelas de estilo gótico
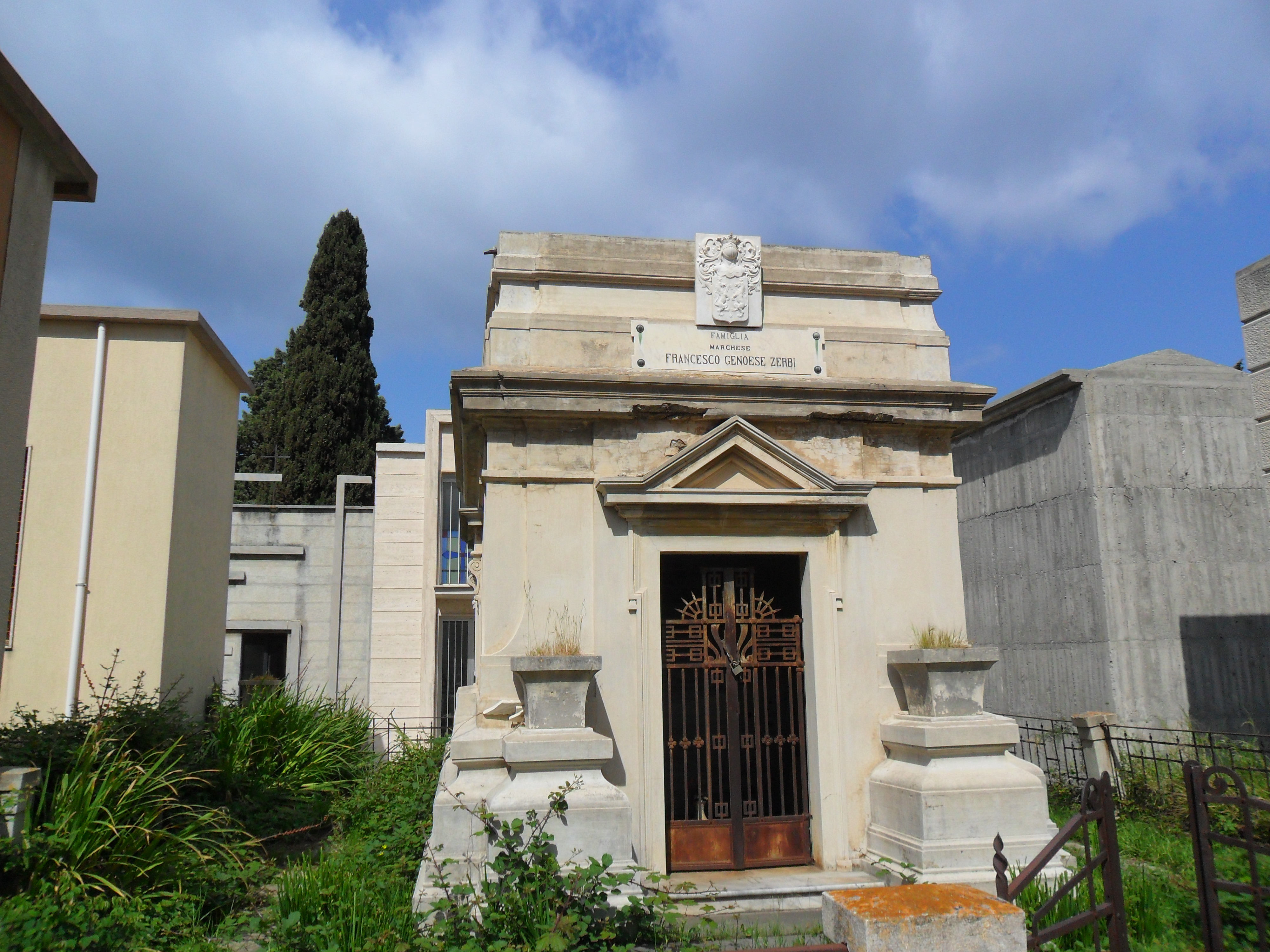
Capela da família Genoese Zerbi
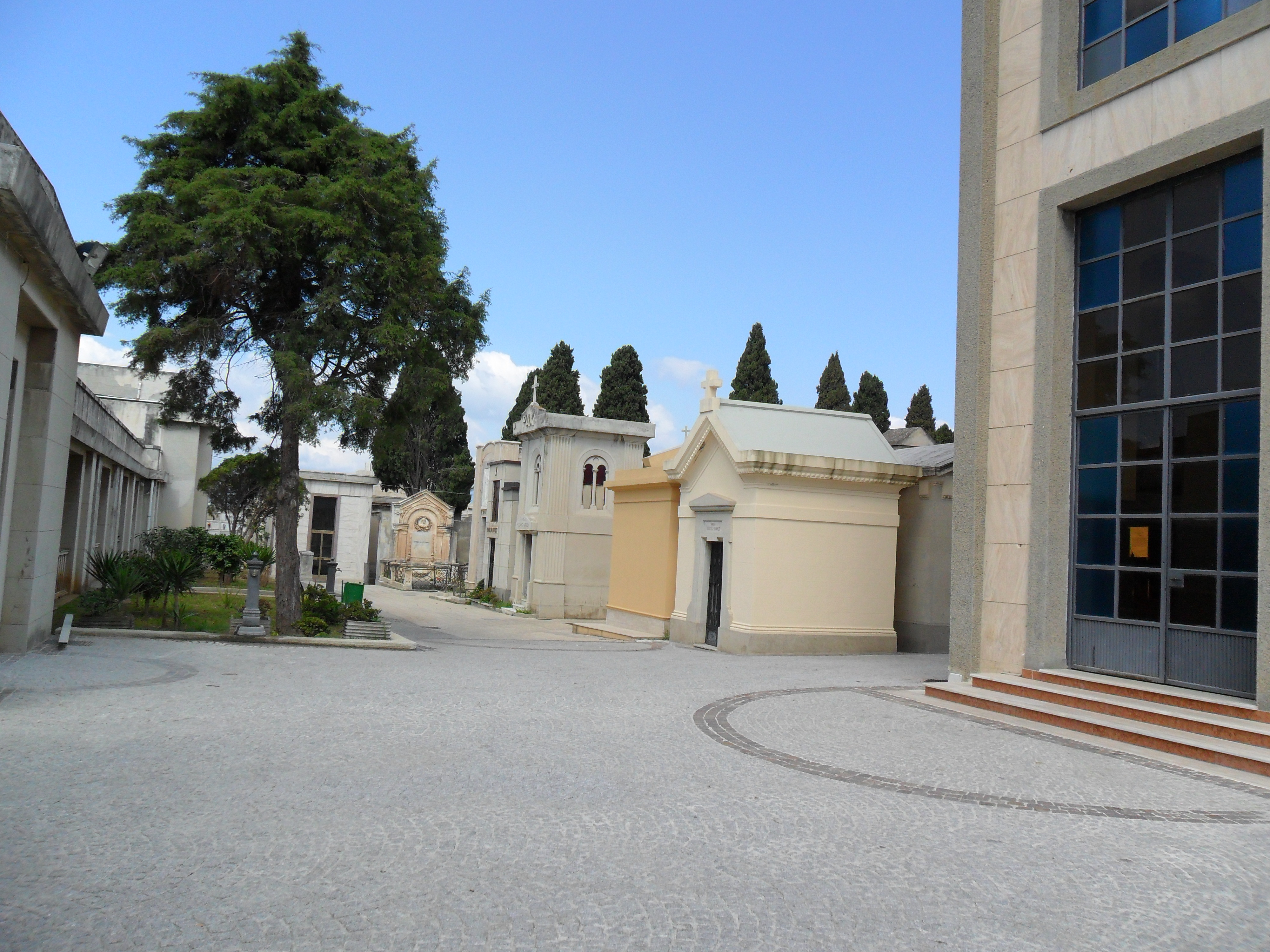
Entrada do cemitério
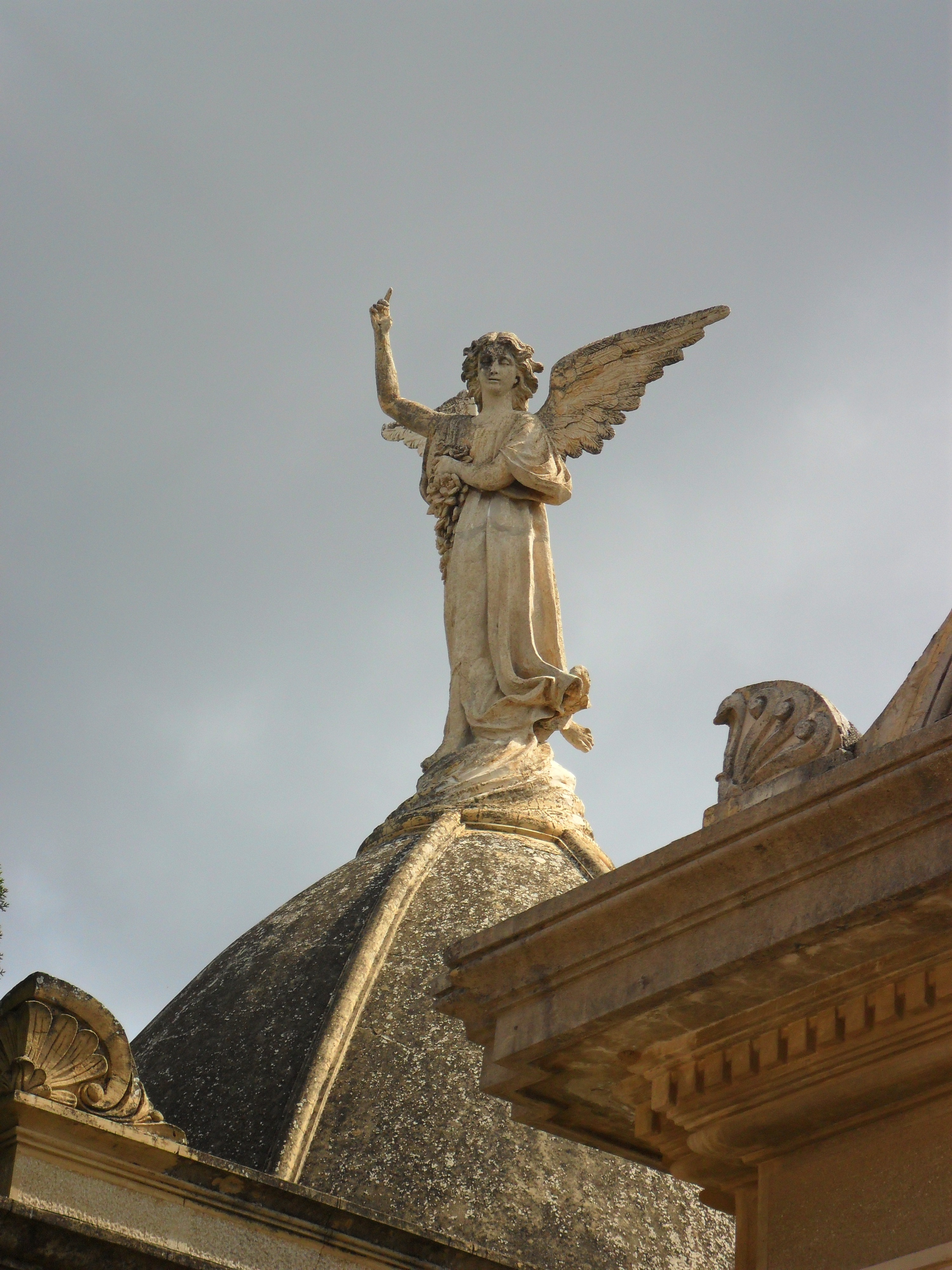
Estátua monumental representante um anjo